# Radomska Orkiestra Kameralna

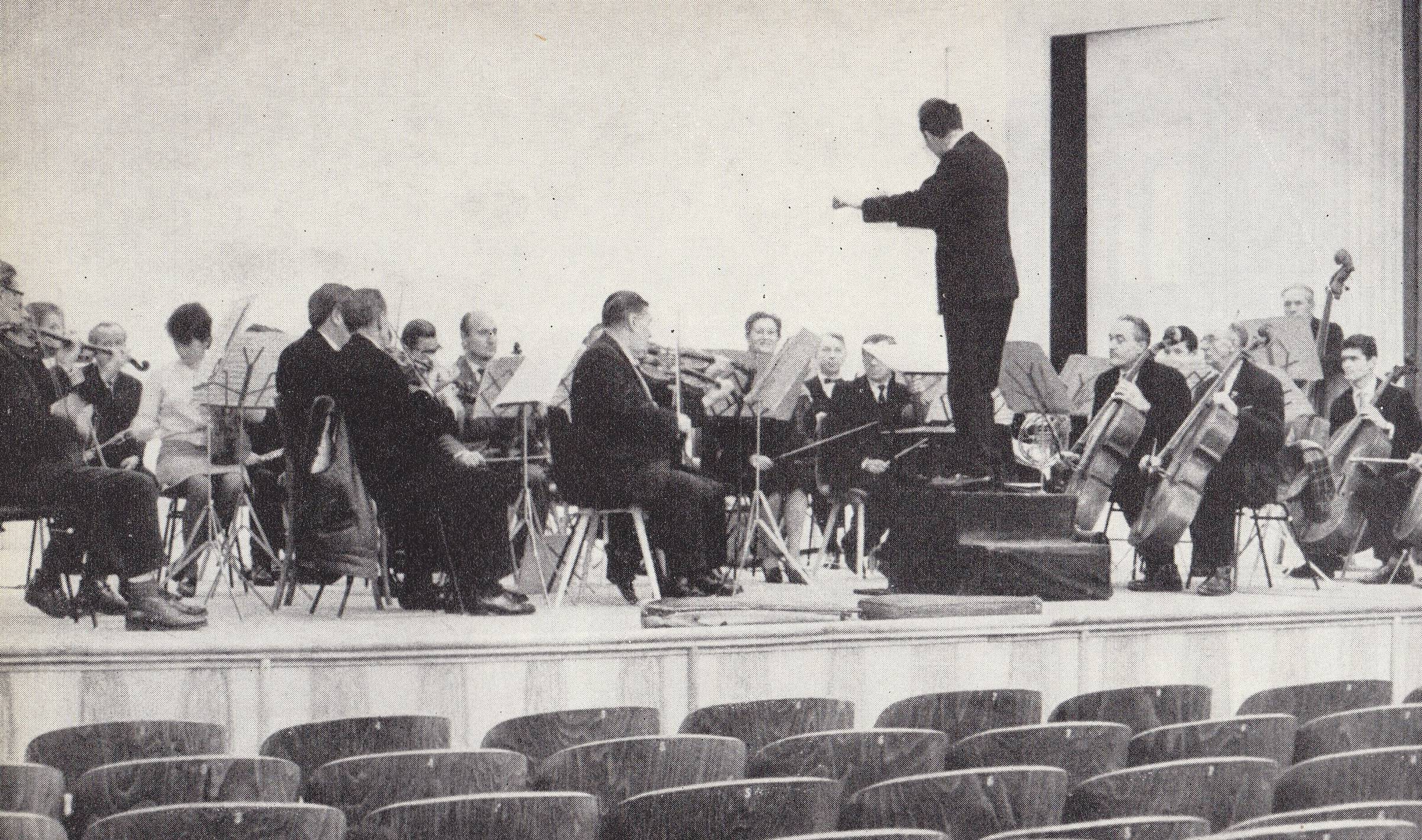
Radomska Orkiestra Symfoniczna – poprzedniczka Radomskiej Orkiestry Kameralnej

Radomska Orkiestra Kameralna działa od stycznia 2007 roku jako instytucja kultury miasta Radomia. W latach 2007–2017 jej dyrektorem naczelnym i artystycznym był Maciej Żółtowski. Od września 2017 roku funkcję tę sprawuje Natalia Majewska.
Orkiestra składa się z 16 etatowych muzyków stanowiących trzon zespołu. W latach 2007–2017 sezon artystyczny był wzbogacony organizowanymi przez orkiestrę wydarzeniami specjalnymi, takimi jak: Międzynarodowy Konkurs Kwartetów Smyczkowych, Międzynarodowy Konkurs Kompozytorski Krzysztofa Pendereckiego ARBORETUM czy Akademia Dyrygentów. Orkiestra występowała ze znakomitymi solistami i dyrygentami, m.in. z Lidia Grychtołówną, Piotrem Pławnerem, Tytusem Wojnowiczem, Krzysztofem Pełechem, Krzysztofem Pendereckim, Janem Jakubem Bokunem, Łukaszem Borowiczem, Stephenem Ellerym, Jonathanem Brettem, Patrickiem Gallois, Michałem Drewnowskim, Wojciechem Waleczkiem, Emilianem Madeyem, Łukaszem Długoszem, Avri Levitanem i Marko Ylonenem. Repertuar zespołu był niezwykle różnorodny, zawierał zarówno dzieła z kanonu literatury dla orkiestry smyczkowej, jak i utwory mniej znane, skrupulatnie odszukiwane i przygotowywane specjalnie dla ciekawej nowinek publiczności. Wszechstronność muzyków orkiestry pozwalała także na stylowe i historycznie poinformowane interpretacje muzyki barokowej, wczesnych symfonii Haydna i Mozarta. Ważne miejsce w programach R.O.K. zajmowała muzyka XX i XXI wieku.